# Kätlin Valdmets
Kätlin Valdmets (Harjumaa, 1988) è una modella estone, selezionata Miss Estonia 2012, durante una conferenza stampa tenuta a Toompea il 12 luglio 2012, dall'organizzatrice del concorso Cherry-dad Valeri.

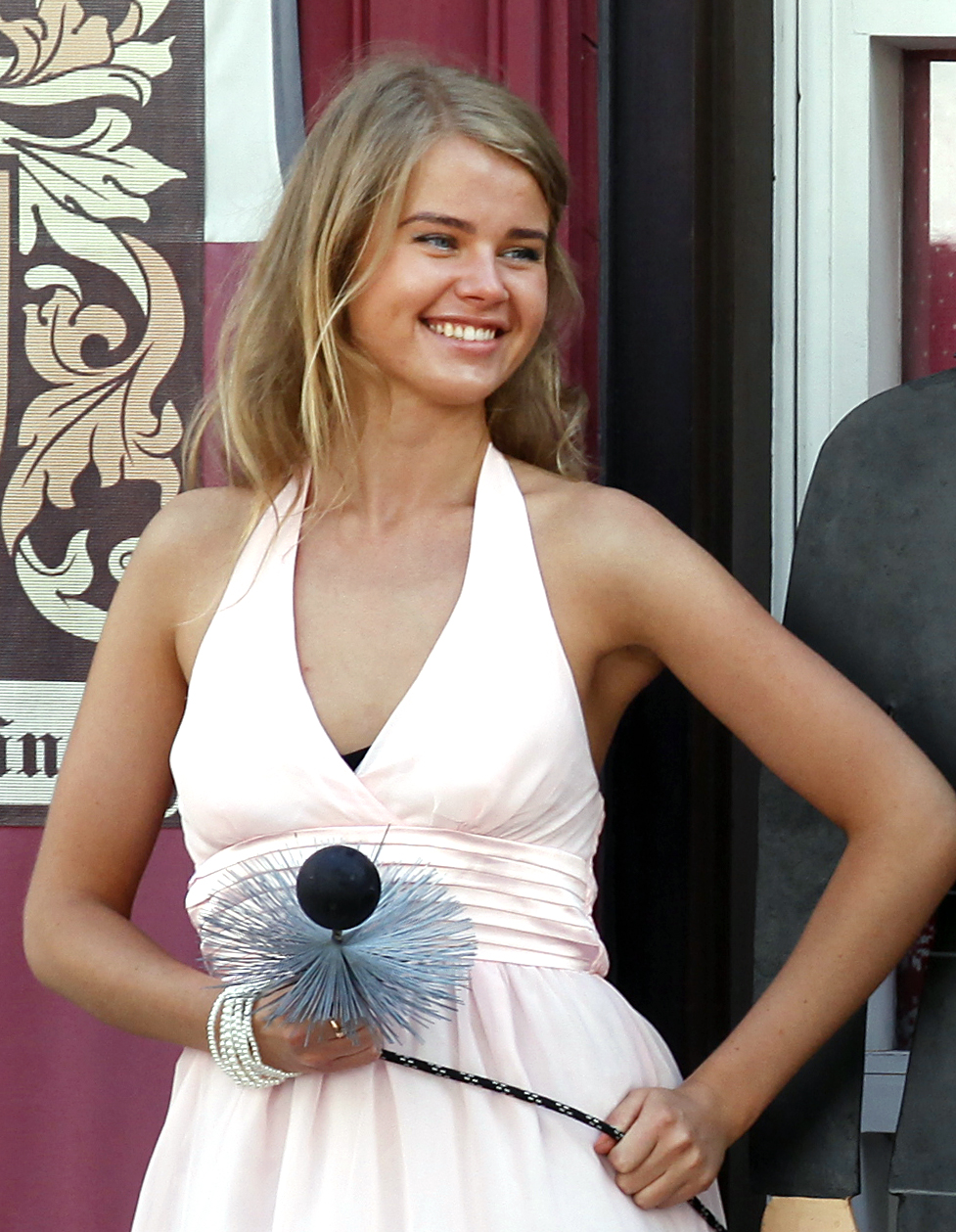
Kätlin Valdmets (2012)

Kätlin Valdmets è alta un metro e settantacinque.
Kätlin Valdmets ha rappresentato l'Estonia in occasione del concorso di bellezza internazionale Miss Universo 2012, tenutosi a dicembre di quell'anno.